# Twierdzenie o rzędzie
Twierdzenie o rzędzie – twierdzenie algebry liniowej opisujące związek między obrazem a jądrem danego przekształcenia liniowego; bywa ono łączone z nazwiskiem Jamesa Josepha Sylvestera, ogólniejszą postacią tego prawidła jest tzw. twierdzenie o izomorfizmie, w ogólności: przekształcenie liniowe przestrzeni na jej obraz rozszczepia się.
Analogiczne twierdzenie zachodzi dla dowolnej macierzy ustalonego typu (jest ona macierzą przekształcenia liniowego między dwoma przestrzeniami liniowymi skończonych wymiarów z wybranymi bazami). W przypadku układów równań liniowych twierdzenie to opisuje postać rozwiązania ogólnego układu jednorodnego: zmienne układu można podzielić na zależne i niezależne (nie są one wyznaczone jednoznacznie, lecz liczba zmiennych danego rodzaju jest zachowana); przypadek niejednorodny opisuje twierdzenie Kroneckera-Capellego.

## Twierdzenie
Niech {\displaystyle \mathrm {A} \colon V\to W} będzie przekształceniem liniowym określonym między ustalonymi przestrzeniami liniowymi {\displaystyle V,W.} Wówczas zachodzi równość
{\displaystyle \dim \mathrm {dom\;A} =\dim \ker \mathrm {A} +\dim \mathrm {im\;A} ,}
co oznacza się również
{\displaystyle \dim V=\mathrm {null\;A} +\mathrm {rank\;A} ,}
gdzie {\displaystyle \dim } oznacza wymiar przestrzeni (względem jej ciała skalarów), a {\displaystyle \mathrm {dom} ,\ \ker ,\ \mathrm {im} } oznaczają odpowiednio dziedzinę, jądro i obraz przekształcenia liniowego, zaś {\displaystyle \mathrm {null} ,\ \mathrm {rank} ,} nazywane zerowością i rzędem, symbolizują wymiary jądra i obrazu (są one podprzestrzeniami liniowymi). Innymi słowy: wymiar dziedziny jest sumą wymiarów jądra i obrazu (sumie zerowości i rzędu) tego przekształcenia.
Jeżeli {\displaystyle \mathbf {A} } jest macierzą typu {\displaystyle m\times n,} czyli o {\displaystyle m} wierszach i {\displaystyle n} kolumnach, to
{\displaystyle n=\mathrm {null} \;\mathbf {A} +\mathrm {rank} \;\mathbf {A} ,}
gdzie {\displaystyle \mathrm {null} } i {\displaystyle \mathrm {rank} } oznaczają odpowiednio zerowość (wymiar jądra) oraz rząd (liczbę niezależnych liniowo kolumn) macierzy.

## Dowód
Niech {\displaystyle U} oznacza podprzestrzeń przestrzeni {\displaystyle V} spełniającą {\displaystyle V=\ker \mathrm {A} \oplus U,} a układ {\displaystyle \mathbf {b} _{1},\dots ,\mathbf {b} _{k}} będzie bazą {\displaystyle U} (tj. wraz z bazą {\displaystyle \ker \mathrm {A} } tworzy ona bazę {\displaystyle V}). Wówczas układ {\displaystyle \mathrm {A} (\mathbf {b} _{1}),\dots ,\mathrm {A} (\mathbf {b} _{k})} jest bazą {\displaystyle \mathrm {im\;A} .}
Generowanie
Niech {\displaystyle \mathbf {w} \in \mathrm {im\;A} ,} wtedy {\displaystyle \mathbf {w} =\mathrm {A} (\mathbf {v} )} dla pewnego {\displaystyle \mathbf {v} ,} który z rozkładu na sumę prostą można jednoznacznie przedstawić w postaci {\displaystyle \mathbf {v} =\mathbf {x} +\mathbf {y} ,} gdzie {\displaystyle \mathbf {x} \in \ker \mathrm {A} } oraz {\displaystyle \mathbf {y} \in U,} który można z kolei wyrazić w bazie tej podprzestrzeni jako {\displaystyle \mathbf {y} =y_{1}\mathbf {b} _{1}+\ldots +y_{k}\mathbf {b} _{k}} dla pewnych skalarów {\displaystyle y_{1},\dots ,y_{k}.} Stąd
{\displaystyle \mathbf {w} =\mathrm {A} (\mathbf {v} )=\mathrm {A} (\mathbf {x} +\mathbf {y} )=\mathrm {A} (\mathbf {x} )+\mathrm {A} (\mathbf {y} )=\mathbf {0} +\mathrm {A} (y_{1}\mathbf {b} _{1}+\ldots +y_{k}\mathbf {b} _{k})=y_{1}\mathrm {A} (\mathbf {b} _{1})+\ldots +y_{k}\mathrm {A} (\mathbf {b} _{k}),}
co wobec dowolności {\displaystyle \mathbf {w} } oznacza, że układ {\displaystyle \mathrm {A} (\mathbf {b} _{1}),\dots ,\mathrm {A} (\mathbf {b} _{k})} rozpina {\displaystyle \mathrm {im\;A} .}
Liniowa niezależność
Niech
{\displaystyle c_{1}\mathrm {A} (\mathbf {b} _{1})+\ldots +c_{k}\mathrm {A} (\mathbf {b} _{k})=\mathbf {0} ,}
wtedy {\displaystyle \mathrm {A} (c_{1}\mathbf {b} _{1}+\ldots +c_{k}\mathbf {b} _{k})=0,} czyli {\displaystyle c_{1}\mathbf {b} _{1}+\ldots +c_{k}\mathbf {b} _{k}} należy równocześnie do {\displaystyle U} (jako kombinacja liniowa wektorów tej przestrzeni) oraz do {\displaystyle \ker \mathrm {A} } (jako element odwzorowywany w tym przekształceniu w wektor zerowy). Ponieważ jedynym wektorem wspólnym dla tych przestrzeni jest wektor zerowy (z rozkładu na sumę prostą), to {\displaystyle c_{1}\mathbf {b} _{1}+\ldots +c_{k}\mathbf {b} _{k}=\mathbf {0} ,} czyli
{\displaystyle c_{1},\dots ,c_{k}=0}
(na mocy liniowej niezależności bazy {\displaystyle \mathbf {b} _{1},\dots ,\mathbf {b} _{k}}), co dowodzi liniowej niezależności {\displaystyle \mathrm {A} (\mathbf {b} _{1}),\dots ,\mathrm {A} (\mathbf {b} _{k}).}
Teza twierdzenia wynika wprost z obserwacji, iż {\displaystyle \dim U=\dim \mathrm {im\;A} =\mathrm {rank\;A} } i własności wymiaru dla sumy prostej.
Przypadek nieskończeniewymiarowy
Dowód uogólnia się wprost na przestrzenie nieskończonego wymiaru: jeżeli {\displaystyle \dim U=\infty ,} to układ {\displaystyle \mathbf {b} _{1},\dots ,\mathbf {b} _{k}} wystarczy zastąpić dowolną bazą {\displaystyle (\mathbf {b} _{i})_{i\in I}} przestrzeni {\displaystyle U;} jeśli {\displaystyle \dim V=\infty ,} to twierdzenie to mówi, że przestrzenie {\displaystyle \ker \mathrm {A} } oraz {\displaystyle \mathrm {im\;A} } nie mogą mieć jednocześnie skończonego wymiaru.

## Wnioski
Z twierdzenia tego można wyprowadzić szereg obserwacji:
- izomorfizm liniowy {\displaystyle V\to W} przeprowadza dowolną bazę {\displaystyle V} na bazę {\displaystyle W,} gdyż wtedy {\displaystyle \dim V=\dim \ker \mathrm {A} +\dim \mathrm {im\;A} =\dim\{\mathbf {0} \}+\dim W=\dim W;}
- ponieważ z równości wymiarów dziedziny i przeciwdziedziny przekształcenia liniowego wynika, iż jest ono izomorfizmem liniowym, to w połączeniu z powyższym faktem przestrzenie liniowe są izomorficzne, tj. mają identyczną strukturę liniową, gdy są równego wymiaru (wymiar jest niezmiennikiem przestrzeni liniowych);
- jeśli dla przekształcenia liniowego {\displaystyle \mathrm {A} \colon V\to W} jest {\displaystyle \dim V=\dim W<\infty ,} to jest ono monomorfizmem oraz epimorfizmem, a przez to izomorfizmem; na mocy założenia i z twierdzenia o rzędzie wynika następujący ciąg równoważności:
{\displaystyle \ker \mathrm {A} =\{\mathbf {0} \}\Leftrightarrow \mathrm {null\;A} =0\Leftrightarrow \mathrm {rank\;A} =\dim V\Leftrightarrow \mathrm {rank\;A} =\dim W\Leftrightarrow \mathrm {im\;A} =W.}